# Florian Lejeune
Florian Lejeune (París, França, 20 de maig de 1991) és un futbolista francès que juga com a defensa al Rayo Vallecano de la Primera Divisió espanyola.

## Biografia
Lejeune va néixer a París i va començar la seva carrera futbolística el juliol de 1998 al Centre de Formació de París, un club esportiu juvenil dissenyat per atendre només als jugadors de futbol menors de 19 anys; després d'uns anys jugant en categories juvenils, el 2008 signa pel RCO Agde, de la quarta categoria francesa. El 2009 va fitxar pel FC Istres, de la Ligue 2.
El 7 de juliol de 2011 el diari francès L'Équipe va confirmar que havia arribat a un acord amb el Vila-real CF per signar un contracte per quatre anys per un preu de 1 000 000 €, el qual va signar el contracte després de la conclusió de la seva participació en la Copa Mundial de Futbol Sub-20 de 2011; el club el va fer jugar al Vila-real CF B durant els primers 7 partits i va debutar a la Primera Divisió espanyola el 6 de gener de 2011 contra el RCD Espanyol.
El 2013 va ser cedit al Stade Brestois 29 de la Ligue 1 durant una temporada, el 2014 va quedar lliure i va ser fitxat pel Girona FC de la Segona Divisió espanyola.
El juliol de 2016, després de dues enormes campanyes en el Girona, entre les quals va sumar més de 80 partits, va passar a la Primera Divisió espanyola, en fitxar per la SD Eibar.
El 4 de juliol de 2017 va fitxar pel Newcastle United FC fins al 2022. Després de temporades en el conjunt anglès, l'11 de setembre de 2020 va tornar al futbol espanyol per jugar cedit al Deportivo Alabès. Una vegada aquesta va finalitzar, va romandre en el club de Vitòria signant per tres anys.